# Göçmez, Yavuzeli
Göçmez là một xã thuộc huyện Yavuzeli, tỉnh Gaziantep, Thổ Nhĩ Kỳ. Dân số thời điểm năm 2011 là 506 người.